# Proacidalia hindenburgi
Proacidalia hindenburgi är en fjärilsart som beskrevs av Schuster von Forstner 1928. Proacidalia hindenburgi ingår i släktet Proacidalia och familjen praktfjärilar. Inga underarter finns listade i Catalogue of Life.